# Chiasmocleis schubarti
Chiasmocleis schubarti är en groddjursart som beskrevs av Werner C.A. Bokermann 1952. Chiasmocleis schubarti ingår i släktet Chiasmocleis och familjen Microhylidae. IUCN kategoriserar arten globalt som livskraftig. Inga underarter finns listade i Catalogue of Life.